# خدمة العللاء (برنامج)
خدمة العللاء هو برنامج تلفزيوني موريتاني ساخر علی مواقع التواصل الاجتماعي (فيس بوك و‌يوتيوب و‌تويتر) تتناول حلقات البرنامج عادة المواضيع التي تهم الشارع الموريتاني وهو من تقديم لمرابط ولد الزين وإخراج احمدو ولد محفوظ وإنتاج شركة PRODUCTION 308 وبرعاية شركة موريتل موبيل للإتصالات،

## فكرة البرنامج
طرحت فكرة البرنامج عن طريق شركة 308 PRODUCTION للإنتاج، وجاءت الفكرة أن ينتجوا برنامجا ساخر اً بطريقة جديدة،

## أصل التسمية
اختار مقدم البرنامج لمرابط ولد الزين اسم «خدمة العللاء» (وكلمة العللاء باللهجة المحلية «الحسانية» جمع عليل وتعني «أغبياء») بناء على الأفكار والحلول الغبية التي تُستخدم في البرنامج، واسم البرنامج تحريف لـ «خدمة العملاء» التي يشكي منها الكثير من الموريتانيون في شركات الإتصال.

## العرض
تعرض الحلقات على صفحات البرنامج على مواقع التواصل الاجتماعي، فيس بوك بشكل أساسي، وعلى اليوتيوب و‌تويتر

### الجزء الأول
بدأ البرنامج يوم 23 مارس 2014 واستمر هذا الجزء حتى 27 ديسمبر 2014 موعد عرض الحلقة الأخيرة من الجزء، وبلغت حلقاته 40 حلقة

### الجزء الثاني
بدأ هذا الجزء مع بداية سنة 2015 واستمر حتى 15 أغسطس 2015 موعد عرض الحلقة 31 والأخيرة

### الجزء الثالث

غلاف الجزء الثالث

بدأ عرض الجزء الثالث من البرنامج يوم السبت الموافق 23 اكتوبر 2015

### الشيباني
الشيباني هو شخصية من شخصيات خدمة العللاء لاقت رواجا واستحساناً كبيراً لدى جمهور خدمة العللاء، ما أدى بأسرة البرنامج لإنشاء برنامج خاص به ابتدأ في رمضان 2014,
الشيباني (العجوز) وهو متصل يتصل بشكل دائم في خدمة العللاء وفي كل مرة يطرح سؤالا على المستقبل ويجاوبه فيقول هو كلمته المشهورة [امالي ال گلتهالكم] وتعني: «ألم أقلها لكم»؟ 

الشيباني.. ومقص الرقيب:
ذلك الشيخ الخرف الذي يظهر هذه المرة ببرنامج مستقل (الشيباني) وهو يضحك على واقع اجتماعي مرير يعيشه المجتمع الموريتاني بمعالجته لظواهر كثيرة منها المبالغة في الأدوية والوصفات التي يمنحها الطبيب للمريض،
ومع أن ذلك الشيخ الخرف المصاب بالزهايمر لم يرفع عنه القلم في المجتمع الموريتاني ولم يسلم من مقص الرقيب بكل أشكاله، فهو لا يكاد يبين في جملة واحدة حتى ينبهه المقص فيتراجع ثم ينببه فيتراجع.

### تارش راصو
هو برنامج محاكاة ساخر، وقد ظهر في عدة حلقات تظهر بطلي البرنامج لمرابط ولد الزين، وداوودا، تظهرما في مسرحيات وبرامج وافلام ومسلسلات، على أنهما داخل الموضوع عن طريق مونتاج احترافي،

## الرقابة
رغم تطرق البرنامج في أحيان كثيرة للسخرية من الحكومة وشخصيات سامية فيها، والسخرية من الشرطة الوطنية وحتى السخرية من شخص الرئيس الموريتاني محمد ولد عبد العزيز إلا أن مقدّم ومعدّ البرنامج لمرابط ولد الزين في حوار صحفي مع قناة فرانس 24 الفرنسية أكّد أنه لم يتعرّض لأي مضايقة من الحكومة الموريتانية